# 과로사

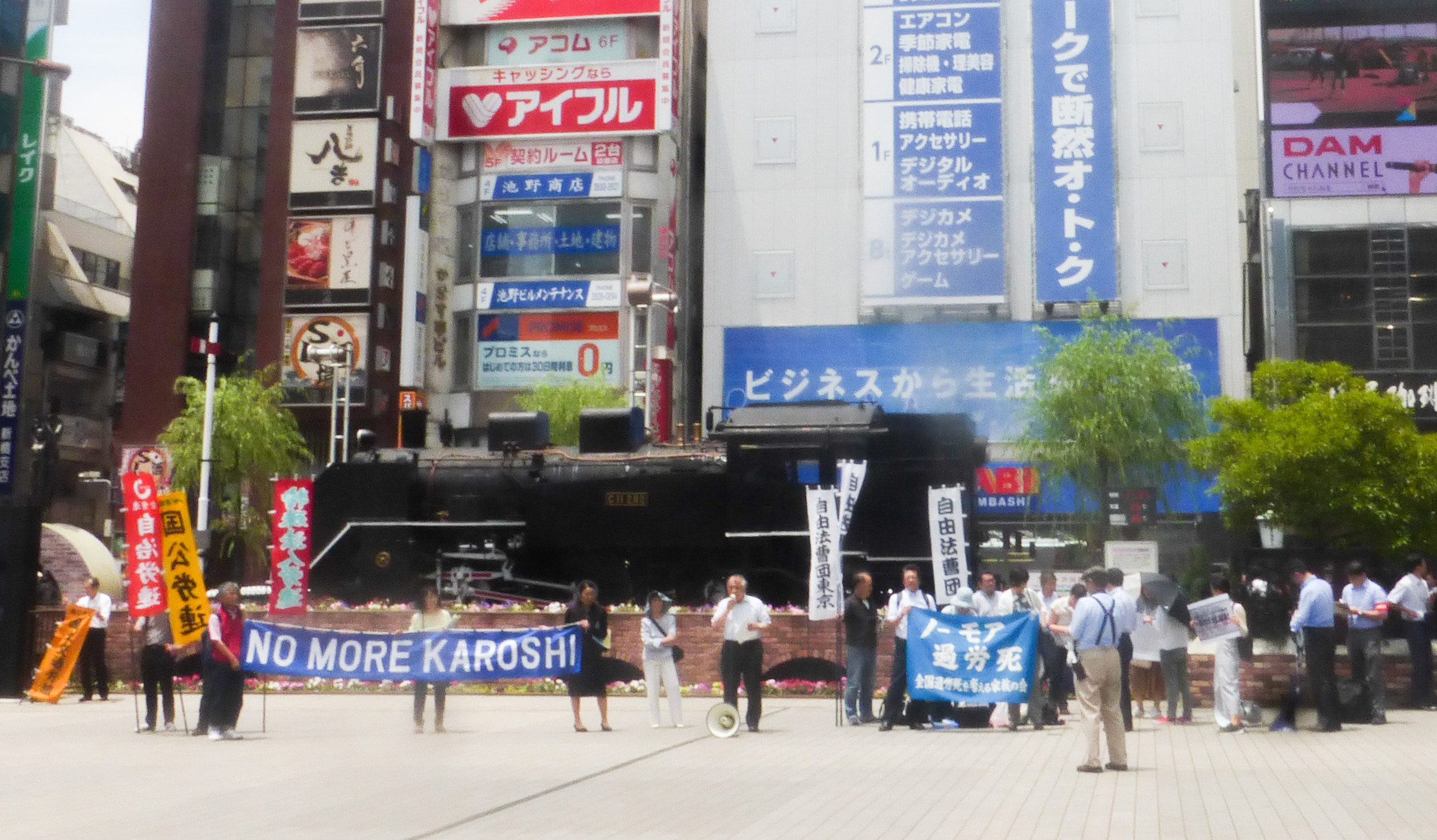
과로사 반대 시위를 벌이는 사람들

과로사(過勞死)는 산업 재해의 한 종류로, 노동자가 일을 지나치게 하거나 무리해서 그 피로로 갑자기 사망하는 것을 말한다. 육체적 부담으로 뇌출혈, 심장 마비 등으로 돌연사하는 것이다. 영어도 '일하다가 죽다'를 뜻하는 동사 (to work oneself to death)가 있기는 하지만 명사화된 낱말은 따로 없기 때문에, 일본에서 과로사가 많아지자 이 개념으로는 일본어 카로시(Karoshi)를 그대로 쓴다. 일본어의 과로사가 그대로 사용되는 것은 일본에서의 특이한 현상이라는 인식이 있기 때문이며, Karoshi라는 표현은 영어 사전 및 다른 언어 사전에도 수록되어 있다. 따라서 일본의 봉건적인 노동 상황을 상징하는 단어로 인식되게 되었다. 최근에는 젊은이들도 많아지고 있다.
과로사는 과중한 업무 내지 스트레스 등으로 인하여 발생하는 것으로, 법률적 측면에서는 재해보상과 관련하여 업무와의 인과관계가 문제가 된다. 그 이유는 과로가 사망의 원인이 되는 경우도 있지만, 그보다도 사망한 노동자가 고혈압이나 동맥경화와 같은 기초질환을 보유하고 있다가 업무상의 과로 등에 의하여 그 질환이 급속히 악화되거나 새로운 질병으로 이환됨으로써 사망에 이르게 되는 경우가 대부분이기 때문에, 이러한 경로에 관한 의학적 해명이 쉽지 않다는 데에 있다.
대한민국의 경우 1980년대 후반 이래 과로사와 관련된 판례가 계속 증가하고 있으나 과로사는 법률적, 의학적 용어는 아니며, 확정적 개념이 성립되어 있는 것도 아니다. 일반적으로 ‘당해 개별적 노동자로서 과중한 정신적, 신체적 부담에 따른 피로의 축적으로 야기되는 생명유지 기능의 파괴로 인한 사망’을 말하는 것으로 정의할 수 있다.

## 역사
과로란 과중한 부하라는 광범위한 개념적 용어로서 피로에서 회복하지 못하고 피로 상태가 축적되거나 정신적인 과중 부하 및 스트레스를 포함하는 포괄적인 의미를 갖고 있다.
언론에서 흔히 사용하고 있는 ‘과로사’란 용어는 일본에서 처음 사용한 용어로 의학적으로 정의된 용어가 아니며, 사회에서 통용되고 있는 관용어로 일반적인 개념은 ‘과로로 인해 생체리듬이 깨져 생명유지 기능이 파괴된 치명적인 극한 상태’를 말한다.
1969년 일본의 29세 신문발송부의 사원이 뇌졸중으로 갑자기 사망하자 돌연사 하고 부르며 업무와 관련된 사망이라는 주장이 지속적으로 제기되었고 5년 뒤 업무상질병으로 인정을 받았는데 이를 최초의 과로사 사례로 보고 있다.
대한민국에서는 90년도에 처음으로 신문에 과로사라는 용어가 등장했고, 93년 5월에서야 노동부의 뇌심혈관질환의 업무상 질병인정기준에 처음으로 업무상 과부하의 개념이 도입되었다.
93년 10월에 전문가 단체인 노동과 건강연구회 부설 ‘과로사 상담센터’가 생겨 상담활동을 시작하면서 대중적인 관심을 끌기 시작하였다.

## 인정 기준
대한민국에서는 법적으로 업무수행 중에 뇌심혈관계질환 즉 뇌출혈(뇌 실질내출혈 포함), 지주막하출혈, 뇌경색, 고혈압성 뇌증, 협심증, 심근 경색이 발병되거나 동 질병으로 인한 사망이 인정되는 경우에는 이를 업무상 질병으로 본다. 업무 수행 중에 발병되지 아니한 경우로서 그 질병의 유발 또는 악화가 업무와 상당인과관계가 있음이 시간적, 의학적으로 명백한 경우에도 이와 또한 같다.
(1)돌발적이고 예측 곤란한 정도의 긴장, 흥분, 공포, 놀람 등과 급격한 작업환경변화로 노동자에게 현저한 생리적인 변화를 초래한 경우
(2)업무의 양, 시간, 강도, 책임 및 작업환경의 변화 등 업무상 부담이 증가하여 만성적으로 육체적, 정신적인 과로를 유발한 경우
(3)업무 수행 중 뇌 실질내출혈, 지주막하출혈이 발병되거나 동 질병으로 사망한 원인이 자연 발생적으로 악화되지 아니하였음이 의학적으로 증명되지 아니하는 경우
그리고 (1)에서 급격한 작업환경의 변화 라 함은 뇌혈관 또는 심장혈관의 정상적인 기능에 뚜렸한 영향을 줄 수 있는 정도의 과부하를 의미하고 (2)에서 만성적인 과로라 함은 노동자의 업무량과 업무시간이 발병전 3일 이상 연속적으로 일상업무보다 30% 정도 이상 지속 되었거나 발병전1주일 이내에 업무량, 시간, 강도, 책임 및 작업환경 등이 일반인이 적응하기 어려운 정도로 바뀐 경우를 말한다.
업무상 재해 판정에 있어 노동복지공단은 위에 열거된 업무상 질병 인정기준에 국한되어 획일적으로 행정처분을 내리게 되는 경우가 많아 노동복지공단에서 기각된 것이 행정소송을 통하여 승소하는 경우가 많다.
판례로는 과로사는 과로와 관련이 있는 각종 직병에 의한 사망을 말한다. 실제로 판례에서는 규정된 6가지 질병이외에 해리성 동맥류 및 고혈압 관련 질환, 돌연사, 사인불명의 사망, 간경변, 간암 등 간염의 합병증 등이 판례가 엇갈리기는 하지만 대체로 인정되고 있다. 또한 과로가 전반적인 산재 저항력 저하로 패혈증, 뇌막염, 흡인성 폐렴 등을 일으킨다고 인정된 사례도 있다.

## 원인
우선 개인적인 원인으로는 기존에 가지고 있던 질병이나 생활습관들이다. 이러한 위험요인으로는 고혈압, 고지혈증, 흡연, 운동부족, 당뇨병, 비만, 식이습관(고염식이, 지방과다 섭취), 음주 등이다.
그리고 대한민국의 노동조건의 현실을 말해주는 장시간의 노동시간과 노동강도 강화. 수면부족, 생리적 리듬의 혼란, 사회적, 가정 생활의 지장을 초래하는 등 스트레스를 유발하고 심리적 신체적으로 해로운 영향을 미치는 교대근무.
업무요구도가 높거나 작업의 재량권이 적을 경우 직장내 트러블이 많아지고 피로감을 증가시키는 직장 스트레스.
너무 덥거나, 추운 작업환경, 소음 작업장.
그리고 장기적으로 병원을 방문하여 치료를 받지 못하고 또한 정기적인 운동으로 건강관리를 할 수 있는 경제적, 시간적 여유가 없는 경우가 많고, 또한 몸에 이상신호를 느껴도 계속되는 업무에서 빠져나오기 어려운 근무현실.
이러한 것들이 과로사를 일으키는 위혐요인들이다.
일본의 우에히타 교수는 과중한 노동의 부담 육체 노동에서의 과중한 근육운동, 생체리듬에 반하는 과중부담, 장시간 작업, 무거운 책임, 의사에 반한 배치 전환 과 생활리듬의 파괴 수면리듬의 혼란, 휴양 및 여가의 감소, 과음, 흡연, 식습관의 변화, 가정생활의 문란에 의한 외부 환경에 의하여 피로가 축적되어 피로상태가 발생하여 과로사의 경과를 취한다고 제기 하였다.

## 예방
장시간 잔업이나 휴일 없는 노동, 심야노동에 대한 규제와 교대작업의 경우 충분한 휴식시간을 확보하는 것이 중요하다. 또한 위험, 위해작업등은 작업시간의 단축, 작업 중 휴식 시간의 확보로 작업자에게 가해지는 부담을 줄여야 한다.
또한 업무의 재량도를 높여 직장내 스트레스를 완화하여야 한다.
정기적인 건강검진을 통하여 고위험군 선별, 단체운동 관리, 사업장 금연관리 등의 고위험군에 대한 집단관리가 필요하다. 그리고 개인적 위험요인, 고협압, 비만, 고지혈증, 당뇨병, 흡연, 급사의 가족력을 가진 사람, 협심증의 소견이 있는사람에 대한 적절한 치료가 있어야 한다.
과로사는 과중한 노동과 노동강도의 강화등 산업구조로 인한 필연적인 결과일 따름이다. 예방을 위해서는 건강과 삶의 질을 중시하는 사회풍토가 필요하다. 생산제일주의, 성장 우선주의를 극복하고 노동자의 건강과 생명을 우선시해야 한다. 당연히 과로사는 개인적인 질환이 아니라 사회가 책임을 지는 사회적인 접근이 필요하다.

## 같이 보기
- 직업안전보건
- 초과근무
- 일중독증